# Lake Dalekoje
Der Lake Dalekoje (englisch; russisch Озеро Далёкое Osero Daljokoje, deutsch ‚Weit entfernter See‘) ist ein See an der Knox-Küste des ostantarktischen Wilkeslands. Er liegt in den Bunger Hills.
Wissenschaftler einer sowjetischen Antarktisexpedition kartierten und benannten ihn 1956. Das Antarctic Names Committee of Australia übertrug diese Benennung in einer Teilübersetzung ins Englische.